# Municipio de North Manheim
El municipio de North Manheim (en inglés: North Manheim Township) es un municipio ubicado en el condado de Schuylkill en el estado estadounidense de Pensilvania. En el año 2000 tenía una población de 3.284 habitantes y una densidad poblacional de 62 personas por km².

## Geografía
El municipio de North Manheim se encuentra ubicado en las coordenadas 40°40′00″N 76°07′59″O / 40.66667, -76.13306.

## Demografía
Según la Oficina del Censo en 2000 los ingresos medios por hogar en la localidad eran de $40,464 y los ingresos medios por familia eran $51,250. Los hombres tenían unos ingresos medios de $37,827 frente a los $19,875 para las mujeres. La renta per cápita para la localidad era de $19,683. Alrededor del 7,1% de la población estaban por debajo del umbral de pobreza.